# 欣特察尔滕
欣特察尔滕（德語：Hinterzarten，發音：[ˈhɪntɐˌtsaʁtn̩]）是德国巴登-符腾堡州弗赖堡行政区布赖斯高-上黑林山县的市镇，面积33.37平方千米，2023年12月31日人口为2,688人。

## 友好城市
- 法國 埃吉赛姆